# Mannen som sköt Liberty Valance

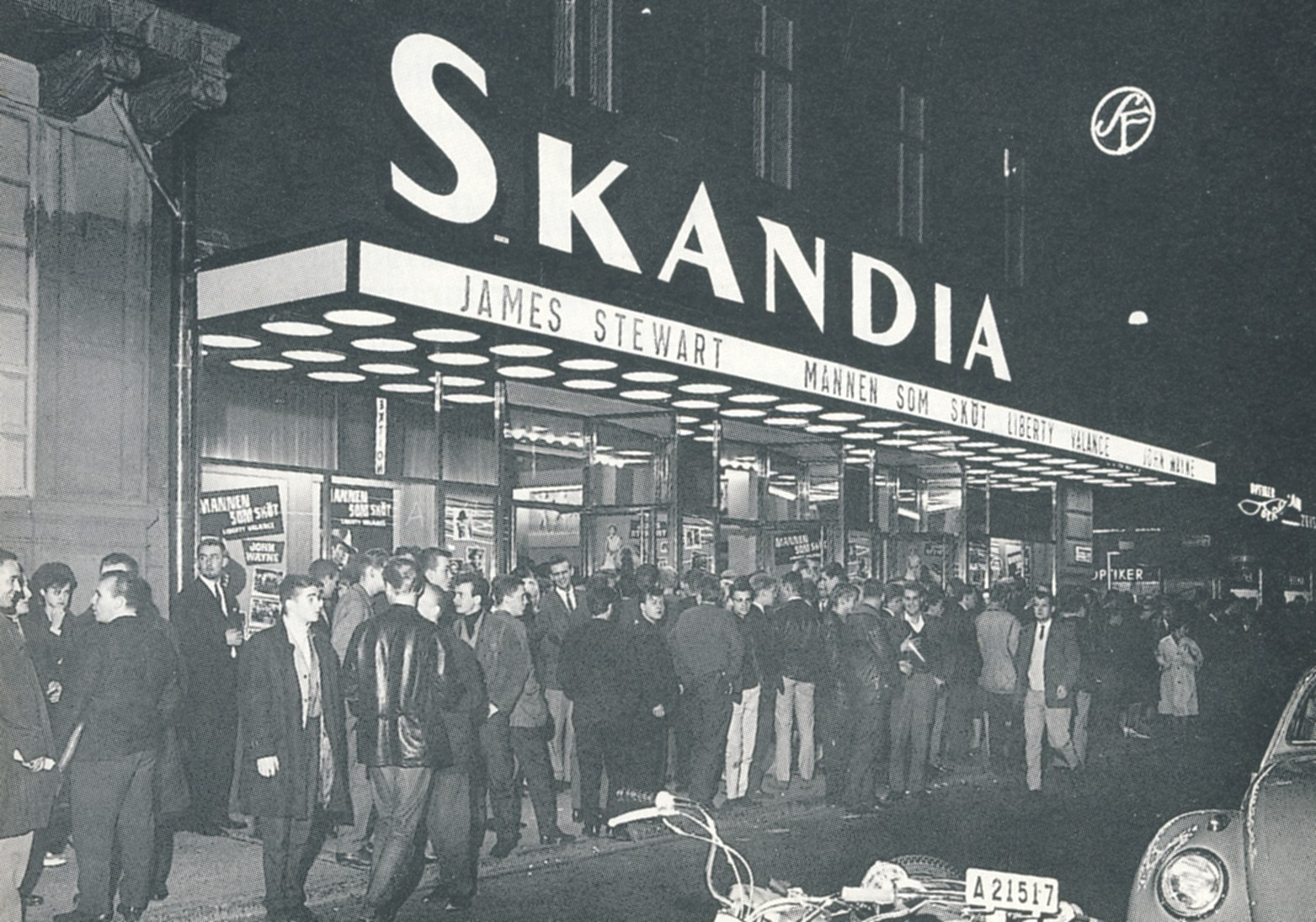
Premiär på biografen Skandia 1962

Mannen som sköt Liberty Valance (originaltitel: The Man Who Shot Liberty Valance) är en amerikansk västern-film från 1962 i regi av John Ford. I huvudrollerna ses John Wayne, James Stewart och Lee Marvin.

## Handling
Den åldrande senatorn Ransom Stoddard (James Stewart), som inlett sin framgångsrika karriär i den lilla staden Shinbone i Vilda västern, återvänder årtionden senare med sin hustru Hallie (Vera Miles), till begravningen av en gammal vän, Tom Doniphon (John Wayne).
Senatorn berättar för en journalist historien om sin bekantskap med den avlidne. I en återblick får vi se Stoddard som ung idealistisk advokat i en konflikt med den fruktade banditen Liberty Valance (Lee Marvin). Stoddard hade först försökt bekämpa Valance med juridiska medel, men slutligen tvingats ställa upp i den revolverduell som resulterat i att Stoddard blev hjälteförklarad som "Mannen som sköt Liberty Valance". Vad ingen märkt var att en cowboy och van skytt, Tom Doniphon, räddat Stoddard genom att stå dold och avlossa det dödande skottet. Doniphons osjälviska insats gav Stoddard inte bara en mycket framgångsrik politisk karriär, utan också kärleken från Hallie, som Tom Doniphon älskade.
Stoddard och hans fru plågas av påminnelsen att en stor lögn lagt grunden till all deras lycka och framgång och filmen slutar med att Stoddard beslutar sig för att dra sig tillbaka från politiken och att flytta tillbaka till västern för att återuppta sin advokatverksamhet.

## Om filmen
Den anses vara en av John Fords bästa västern-filmer.
Filmen fick en Oscarsnominering för bästa kostym.

## Rollista (i urval)
- John Wayne - Tom Doniphon
- James Stewart - Ransom Stoddard
- Vera Miles - Hallie Stoddard
- Lee Marvin - Liberty Valance
- Edmond O'Brien - Peabody
- Andy Devine - Link Appleyard
- Ken Murray - Doc Willoughby
- John Carradine - Cassius Starbuckle
- Jeanette Nolan - Nora Ericson
- John Qualen - Peter Ericson
- Willis Bouchey - Jason Tully
- Carleton Young - Maxwell
- Woody Strode - Pompey
- Denver Pyle - Amos Carruthers
- Strother Martin - Floyd
- Lee Van Cleef - Reese
- O.Z. Whitehead - Herbert Carruthers